# 英山乡
英山乡，是中华人民共和国福建省宁德市柘荣县下辖的一个乡镇级行政单位。

## 行政区划
英山乡下辖以下地区：
英山村、王社村、何家山村、岗后坪村、半岭村、李家山村、凤洋村、田头洋村、官安村、上宅村、熊状村、岭头村、桦岭村和石古兰村。